# Murgași
Murgași là một xã thuộc hạt Dolj, România. Dân số thời điểm năm 2002 là 2782 người.